# Arlempdes
Arlempdes ist eine französische Gemeinde mit 148 Einwohnern (Stand 1. Januar 2022) im Département Haute-Loire in der Region Auvergne-Rhône-Alpes. Sie ist als eines der Plus beaux villages de France (Schönste Dörfer Frankreichs) klassifiziert.

## Geografie
Das Dorf Arlempdes liegt im Tal der Loire, 30 Kilometer von deren Quelle entfernt. Auf einem Felsen vulkanischen Ursprungs stehen die Ruinen der Burg, von der man einen weiten Blick auf den Fluss hat.
Die Landschaft wird beherrscht von Basaltsäulen.
Arlempdes ist eine Gemeinde mit 1300 Hektar verteilt auf ein Dutzend Dörfer und Weiler. Im Dorf selbst gibt es nur wenige Menschen. Es ist ein kleines Dorf mit alten Häusern.
Arlempdes befindet sich sieben Kilometer von der Nationalstraße 88 entfernt.

## Bevölkerungsentwicklung
| Jahr                       | 1962 | 1968 | 1975 | 1982 | 1990 | 1999 | 2008 | 2017 |
| Einwohner                  | 270  | 211  | 220  | 182  | 142  | 114  | 133  | 138  |
| Quellen: Cassini und INSEE |      |      |      |      |      |      |      |      |

## Kultur und Sehenswürdigkeiten
- Mittelalterliche Burgruine, 12. bis 14. Jahrhundert
- Romanische Kirche St-Pierre, 12./13. Jahrhundert (Monument historique)
- Kapelle Saint-Jacques, 12. Jahrhundert (Monument historique)

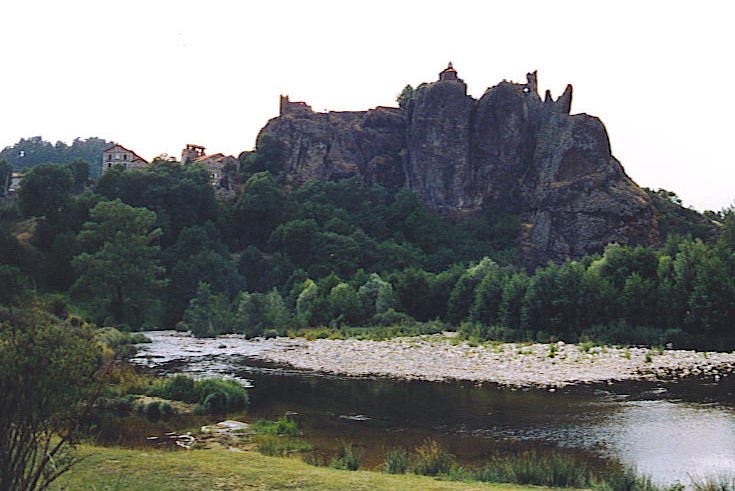
Die Burg überragt auf einem Felssporn die Loire (Aufnahme von Osten)
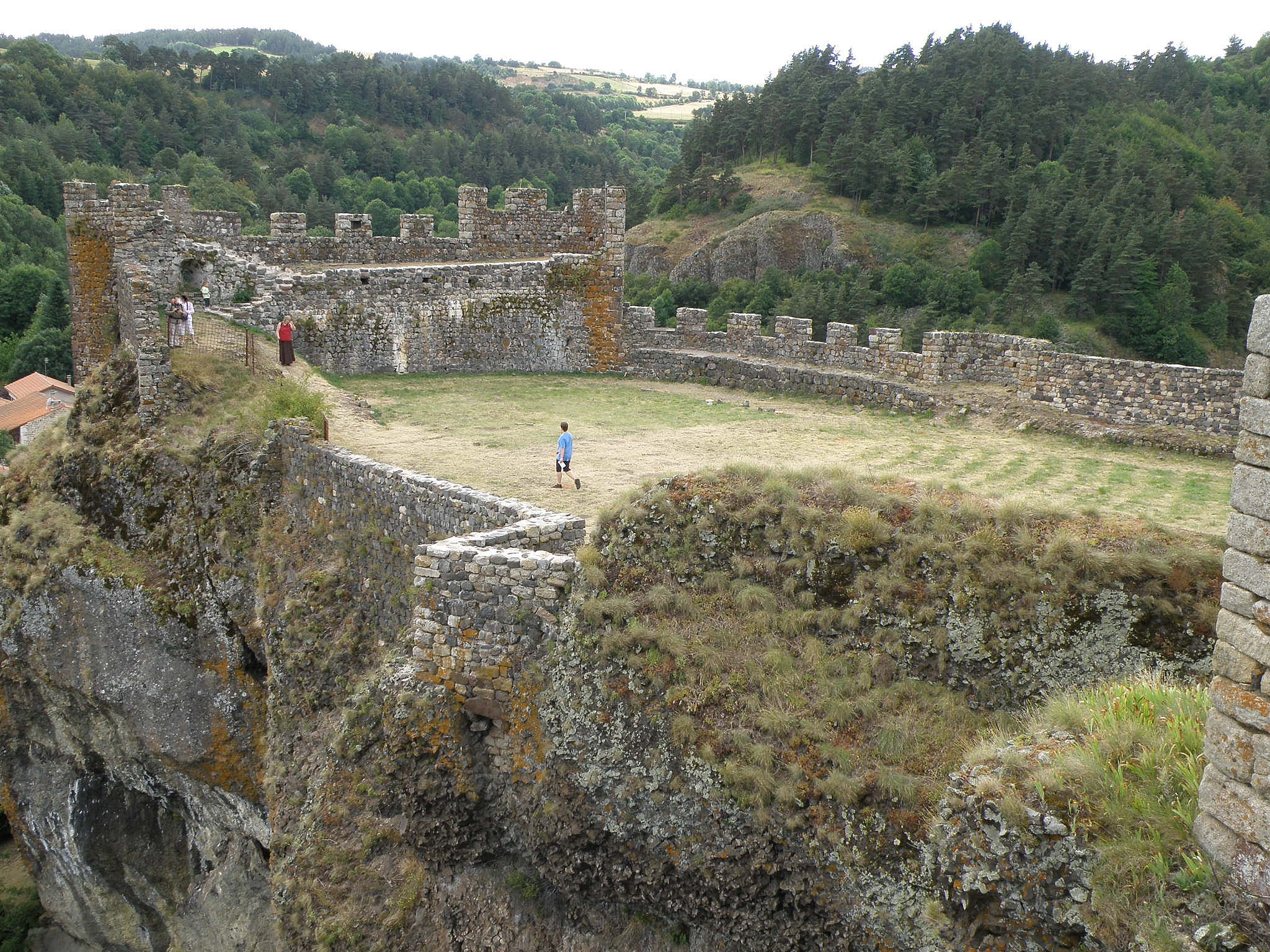
Burgruine
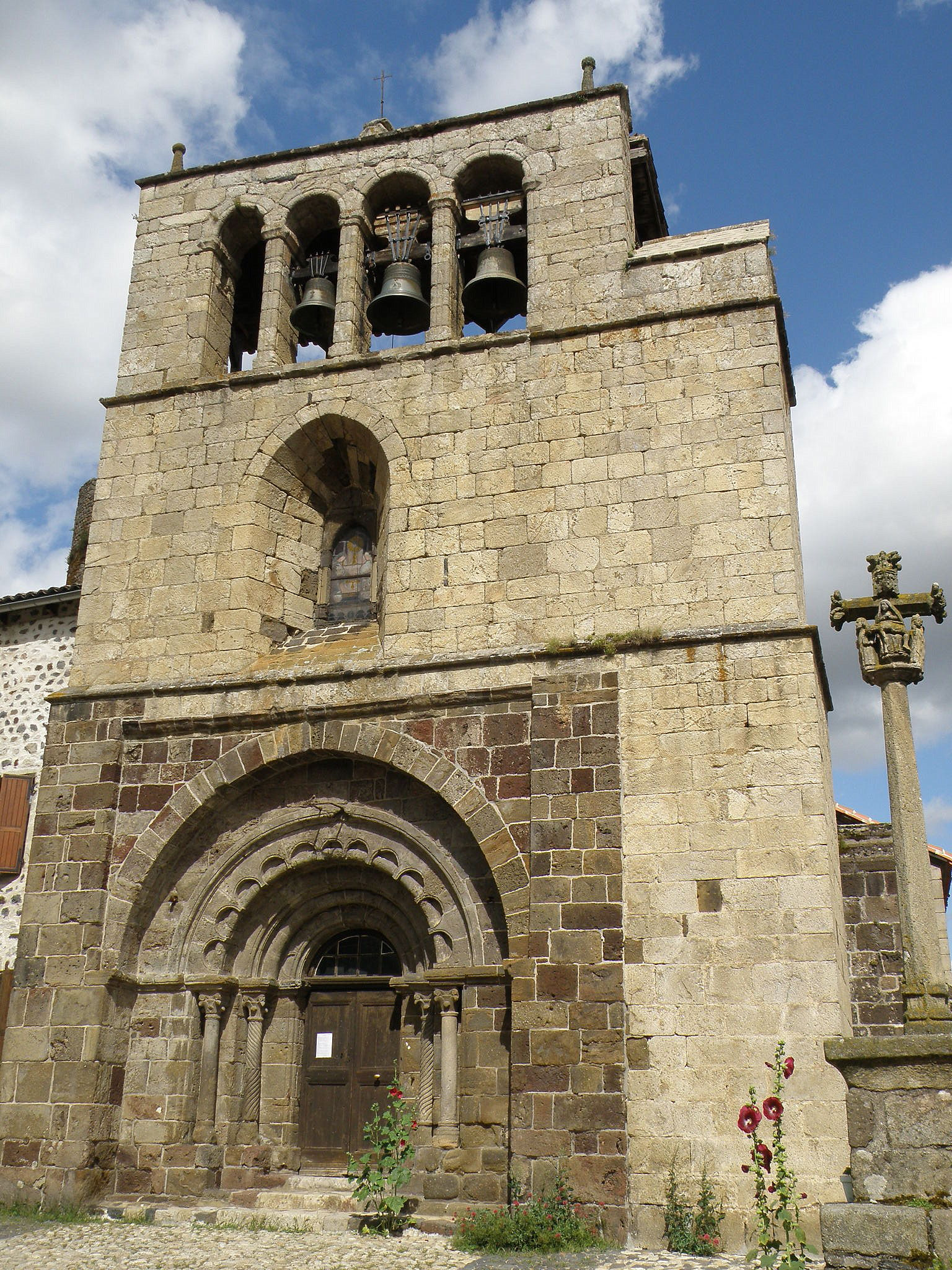
Romanische Kirche St-Pierre
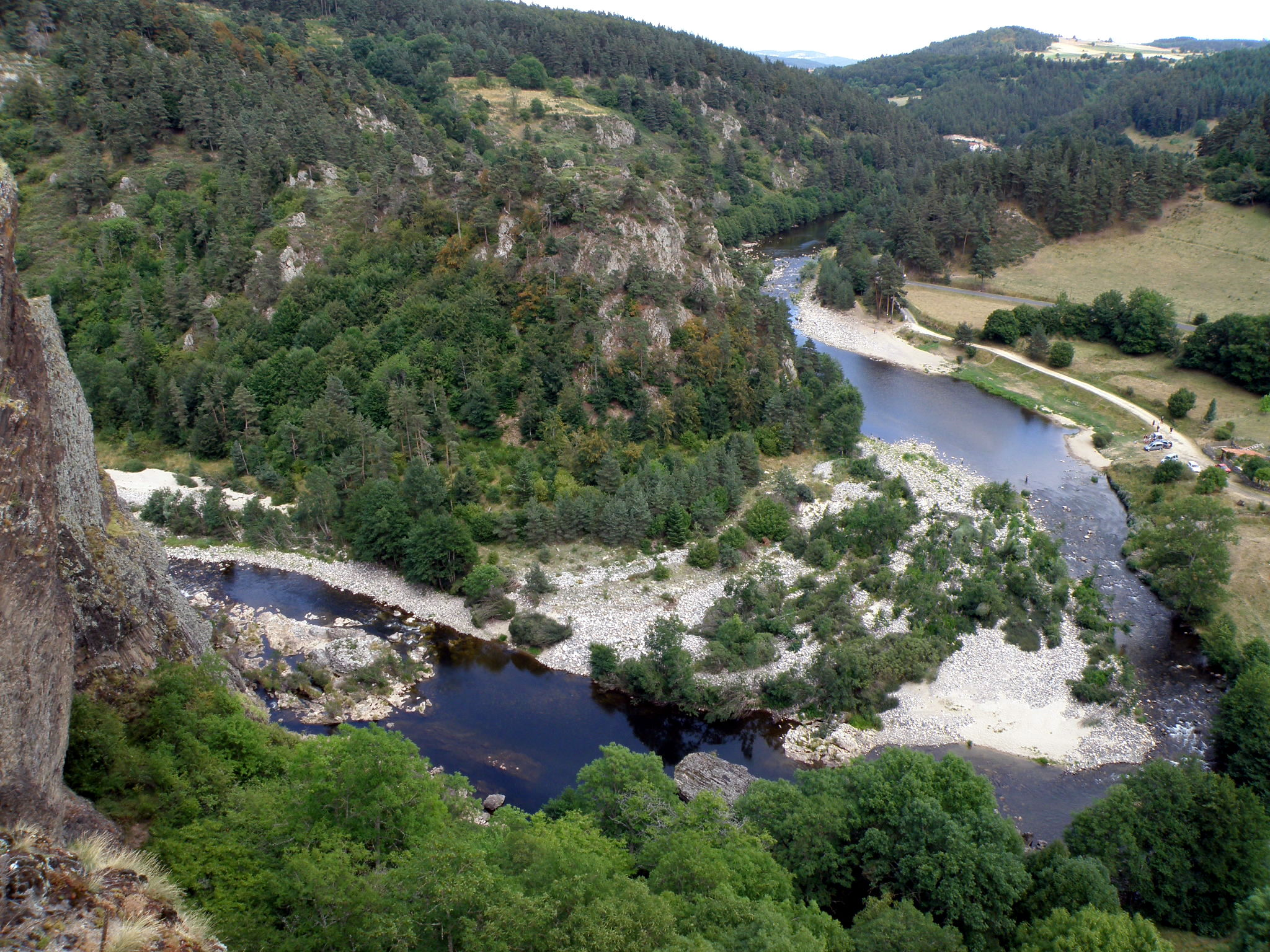
Die Loire bei Arlempdes